# Stranger in Town
Singles de Toto
Waiting for Your Love
(1983) How Does It Feel
(1985)
Stranger in Town est une chanson du groupe de rock américain Toto parue sur l'album Isolation. Elle est sortie en octobre 1984 en tant que premier single de l'album.
La chanson a été écrite par David Paich, qui assure le chant principal, et Jeff Porcaro. Bien que Bobby Kimball est officiellement crédité en tant que musicien invité sur l'album, après avoir été renvoyé de Toto, Stranger in Town a été enregistré alors qu'il était encore membre du groupe.
Elle est interprétée en concert lors de la tournée Isolation 1985 ainsi que lors de la première partie de la tournée Fahrenheit qui suit en octobre-novembre 1986 avant d'être abandonnée pour la deuxième partie (européenne) de la tournée. Elle n'a ensuite refait surface dans le set en concert du groupe qu'en 2015-16 (lors de la tournée Toto XIV) et à nouveau en 2018 (tournée 40 Trips around the Sun).

## Accueil commercial
La chanson a atteint le top 30 du Billboard Hot 100 en décembre 1984 et a été le titre le mieux classé du groupe dans le classement Mainstream Rock, atteignant la 7e position. Elle a également été classée dans le top 40 en Australie, où elle reste le quatrième single de Toto le mieux classé, derrière Hold the Line, Rosanna et Africa.

## Clip vidéo
Le clip, filmé en noir et blanc et réalisé par Steve Barron, et les paroles de la chanson sont basés sur le film Le vent garde son secret, qui traite de l'histoire d'un prisonnier évadé rencontrant un groupe d'enfants qui le prennent pour Jésus. L'acteur Brad Dourif joue le rôle du prisonnier, et le nouveau membre Fergie Frederiksen apparaît dans le rôle d'une victime de meurtre. Dourif et Toto travailleront également sur le film Dune la même année. Le groupe n'apparaît que brièvement dans le clip, à 2 minutes 30 secondes de la chanson. En 1985, la vidéo a été nommée aux MTV Video Music Awards pour la meilleure réalisation.

## Crédits

### Toto
- Steve Lukather – guitares, chœurs
- David Paich – chant principal, chœurs, synthétiseurs
- Steve Porcaro – synthétiseurs
- Mike Porcaro – guitare basse
- Jeff Porcaro – batterie, percussion
- Fergie Frederiksen – chœurs

### Musiciens additionnels
- Mike Cotten – synthésiseur
- Tom Scott – saxophone
- Gene Morford – bass vocal
- Bobby Kimball – chœurs
- Richard Page – chœurs

## Classements hebdomadaires
| Classement (1984–85)            | Meilleure position |
| ------------------------------- | ------------------ |
| Australie (Kent Music Report)   | 40                 |
| Canada (RPM Adult Contemporary) | 16                 |
| États-Unis (Hot 100)            | 30                 |
| États-Unis (Mainstream Rock)    | 7                  |
| États-Unis (Cash Box Top 100)   | 26                 |
| France (SNEP)                   | 32                 |
| Italie (Musica e dischi)        | 27                 |
| Pays-Bas (Single Tip)           | Tip                |
| Royaume-Uni (UK Singles Chart)  | 100                |